# سزار بوردا
سزار بوردا (اسپانیایی: César Borda‎; ۱۹ آوریل ۱۹۹۳ – ۲۷ فوریهٔ ۲۰۱۹) بازیکن فوتبال در پست مدافع اهل آرژانتین بود.
از باشگاه‌هایی که در آن بازی کرده‌است می‌توان به باشگاه فوتبال لانوس اشاره کرد.